# Дългият път на север
„Дългият път на север“ (на френски: Tout en haut du monde) е френско-датски анимационен филм от 2015 г. на режисьора Реми Шайе. Премиерата е на 16 юни 2015 г. на фестивала в Анси, където печели наградата на публиката. В България филмът е показан за първи път на 13 март 2016 г. в рамките на София Филм Фест 2016.

## Сюжет
В края на 19 век, младата руска аристократка Саша бяга от живота, който родителите ѝ са планирали за нея, за да проследи пътя на изчезналия си дядо – прочут арктически изследовател.